# Felix Keisinger
Felix Keisinger (Berchtesgaden, 29 dicembre 1997) è uno skeletonista tedesco.

## Biografia
Pratica lo skeleton dall'età di 14 anni e nel 2015 iniziò a gareggiare per la squadra nazionale tedesca.

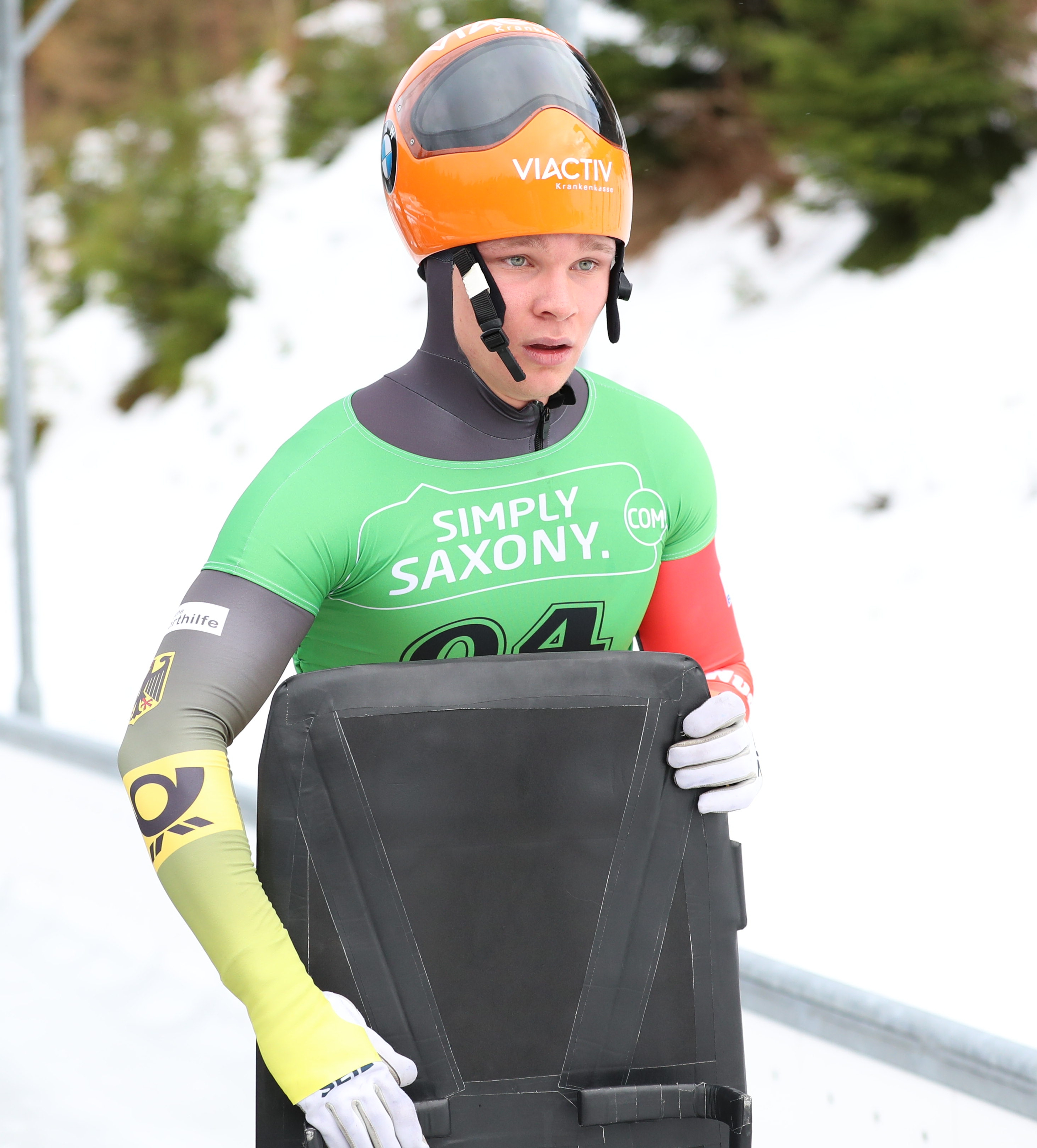
Felix Keisinger nel 2018 ad Altenberg durante i campionati tedeschi

Debuttò in Coppa Europa a novembre 2014, giungendo terzo in classifica generale al termine della stagione 2015/16. Ha inoltre vinto il trofeo della Coppa Intercontinentale nell'edizione 2017/18; in questo circuito ha ottenuto 16 podi su 16 gare disputate in tre stagioni, di cui 9 vittorie. Si distinse anche nelle categorie giovanili conquistando quattro medaglie ai mondiali juniores, di cui due d'oro vinte a Schönau am Königssee 2019 e a Winterberg 2020, più una d'argento e un'altra di bronzo, ottenute rispettivamente a Sankt Moritz 2021 e a Sankt Moritz 2018.
Esordì in Coppa del Mondo all'avvio della stagione 2018/19, l'8 dicembre 2018 a Sigulda, dove fu quinto al traguardo; ottenne il suo primo podio il 13 dicembre 2019 a Lake Placid, terminando la gara del singolo al terzo posto. Detiene quale miglior risultato in classifica generale il quarto posto, raggiunto al termine della stagione 2019/20.

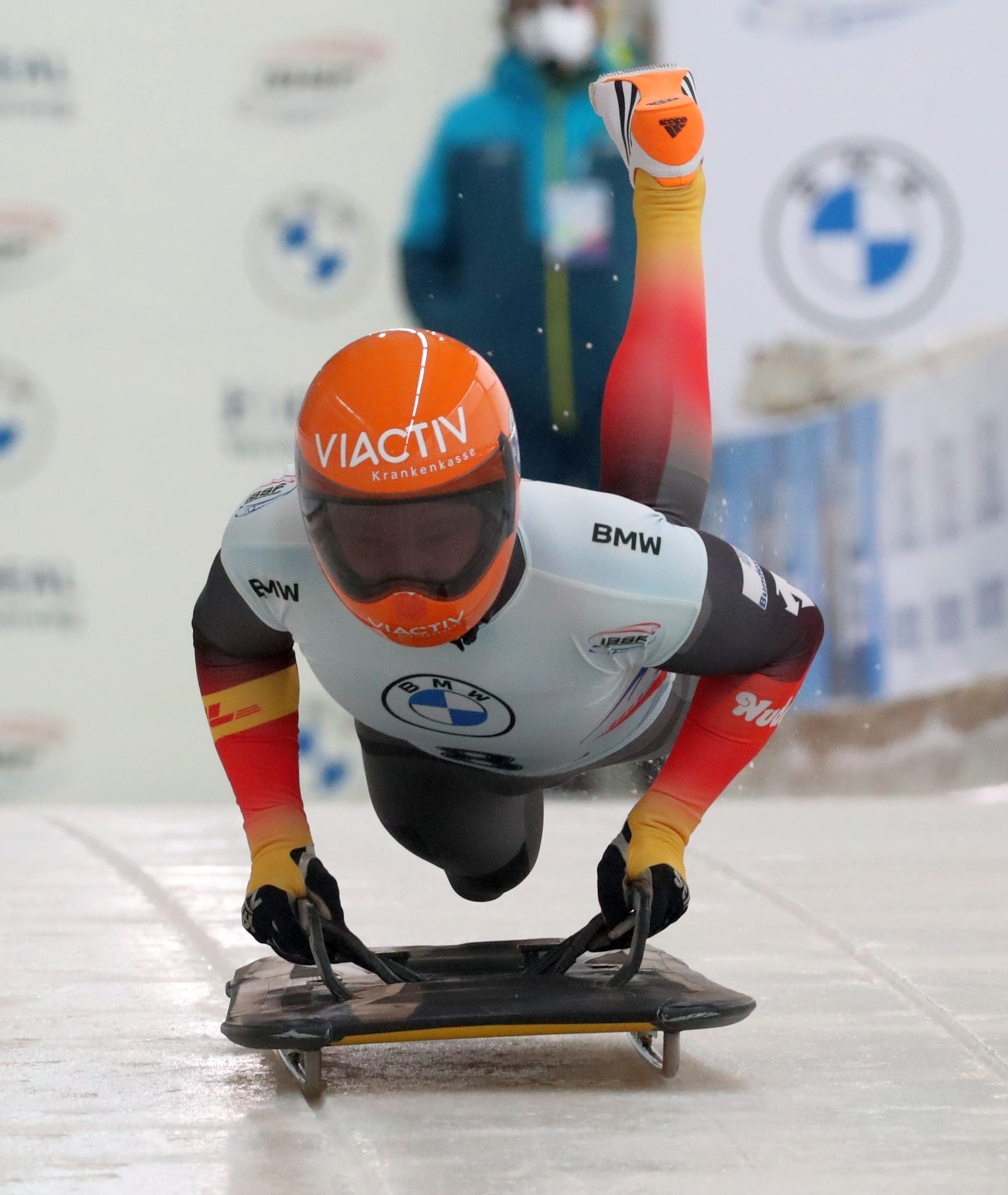
Felix Keisinger in gara ai campionati mondiali di Altenberg 2021

Ha partecipato a tre edizioni dei campionati mondiali. Nel dettaglio i suoi risultati nelle prove iridate sono stati, nel singolo: tredicesimo a Whistler 2019, quinto ad Altenberg 2020 e quarto ad Altenberg 2021. Agli europei ha invece vinto la medaglia di bronzo nell'edizione di Sigulda 2020.

## Palmarès

### Europei
- 1 medaglia:
  - 1 bronzo (singolo a Sigulda 2020).

### Mondiali juniores
- 4 medaglie:
  - 2 ori (singolo a Schönau am Königssee 2019; singolo a Winterberg 2020);
  - 1 argento (singolo a Sankt Moritz 2021);
  - 1 bronzo (singolo a Sankt Moritz 2018).

### Mondiali di spinta
- 1 medaglia:
  - 1 argento (singolo a Lake Placid 2022)

### Coppa del Mondo
- Miglior piazzamento in classifica generale nel singolo: 4º nel 2019/20;
- 4 podi (tutti nel singolo):
  - 2 secondi posti;
  - 2 terzi posti.

### Campionati tedeschi
- 3 medaglie:
  - 1 argento (singolo a Schönau am Königssee 2020[1]);
  - 2 bronzi (singolo a Winterberg 2018[2]; singolo a Winterberg 2021[3]).

### Circuiti minori

#### Coppa Intercontinentale
- Vincitore della classifica generale nel 2017/18;
- 20 podi (tutti nel singolo):
  - 10 vittorie;
  - 5 secondi posti;
  - 5 terzi posti.

#### Coppa Europa
- Miglior piazzamento in classifica generale: 3º nel 2015/16;
- 7 podi (tutti nel singolo):
  - 1 vittoria;
  - 3 secondi posti;
  - 3 terzi posti.